# Шамире ан Шарни
Шамире ан Шарни (фр. Chemiré-en-Charnie) је насељено место у Француској у региону Лоара, у департману Сарт.
По подацима из 2011. године у општини је живело 216 становника, а густина насељености је износила 18,83 становника/km².

## Демографија
| 1962. | 1968. | 1975. | 1982. | 1990. | 2011. |
| ----- | ----- | ----- | ----- | ----- | ----- |
| 377   | 311   | 280   | 224   | 206   | 216   |